# 杨勇平
杨勇平（1967年4月—），男，山西柳林人，中共党员，中华人民共和国教育工作者，中国工程院院士。

## 生平
杨氏于2006年出任华北电力大学副校长，2016年升任同校校长。2023年当选中国工程院院士。
2024年9月调任兰州大学校长，成为副部级干部。